# 기계 속 유령
"기계 속 유령" (ghost in the machine)은 영국 철학자 길버트 라일의 르네 데카르트의 심신 이원론에 대한 설명이다. 라일은 《마음의 개념》 (1949)에서 정신적 육체적 활동이 동시에 발생하지만 개별적으로 발생한다는 데카르트와 다른 사람들의 견해를 강조하기 위해 이 문구를 도입했다.

## 길버트 라일
길버트 라일 (1900–76)은 옥스포드에서 강의를 했으며 마음의 철학과 "일상 언어 철학"에 중요한 공헌을 한 철학자였다. 그의 가장 중요한 저작으로는 《철학적 주장》 (1945), 《마음의 개념》 (1949), 《딜레마》 (1954), 《플라톤의 진보》 (1966), 《생각에 관하여》 (1979) 등이 있다.
라일의 《마음의 개념》 (1949)은 마음이 육체와 구별된다는 개념을 비판하고 그 생각을 "기계 속 유령"이라고 부른다. 라일에 따르면, 고전적인 마음 이론 또는 "직교 합리주의"는 "마음"과 "몸"사이의 관계를 동일한 논리 범주의 용어처럼 분석하려고 시도하기 때문에 기본적인 범주 착오를 범한다. 논리적 범주의 이러한 혼란은 마음과 물질의 관계에 대한 다른 이론에서 볼 수 있다. 예를 들어, 이상주의적 마음 이론은 물리적 현실을 정신적 현실과 동일한 상태로 축소하려고 시도함으로써 기본적인 범주 실수를 하는 반면, 유물론적 마음 이론은 정신적 현실을 물리적 현실과 같은 지위로 낮추려고 시도함으로써 기본적인 범주 착오를 범한다.

### 공식 교리
라일은 심신 이원론의 교리가 철학자들의 "공식 교리", 또는 교의라고 말한다:
약간의 유보로 가입하는 대부분의 철학자, 심리학자 및 종교 교사 등의 이론가들 사이에 널리 퍼져 있는 마음의 본질과 장소에 대한 교리가 있다. 그들은 이론적인 어려움을 인정하지만 이론의 구조를 심각하게 수정하지 않고도 극복할 수 있다고 가정하는 경향이 있다.... [이 교리는] 미숙아 등의 의심스러운 예외를 빼고, 모든 인간은 몸과 마음을 모두 가지고 있다.... 몸과 마음은 일반적으로 함께 활용되지만 몸이 죽은 뒤에도 마음은 계속 존재하고 기능할 수 있다.
라일에 따르면 교리의 중심 원리는 건전하지 않으며 우리가 마음에 대해 알고 있는 몸과 충돌한다. 교리에 대해 그는 "공식 교리에 따르면 각 사람은 직접적이고 변할 수 없는 인식을 가지고 있다. 의식, 자기인식 및 내성에서 그는 현재 마음의 작동 상태를 직접이자 진정으로 인식한다."

### "데카르트의 신화"
그의 에세이 "데카르트의 신화"에서 라일의 철학적 주장은 심신 이원론의 잘못된 기초에 대한 그의 개념을 설명한다. 그는 이원론자가 하는 것처럼 정신과 몸을 물질로 말하는 것은 범주 착오를 범하는 것이라고 제안한다:
이런 개요는 공식 이론이다. 나는 종종 그것을 "기계 속 유령 교리"라고 고의적으로 욕설로 언급할 것이다. 나는 그것이 완전히 거짓이고 세부적으로가 아니라 원칙적으로 거짓임을 증명하고 싶다. 그것은 단지 특정한 착오의 집합체가 아니다. 그것은 하나의 큰 착오이자 특별한 종류의 착오다. 즉, 범주 착오다.
라일은 두 가지 논리적 유형 또는 범주를 양립할 수 있는 것으로 혼동한다고 주장함으로써 심신 이원론의 "공식 교리"가 거짓임을 보여 주려고 한다: "그것은 그들이 실제로 다른 것에 속할 때 마치 하나의 논리적 유형/범주에 속하는 것처럼 정신 생활의 사실을 나타낸다. 따라서 이 교리는 철학자의 신화다."

## 아서 쾨슬러
아서 쾨슬러는 1967년 저서 《기계 속 유령》에서 라일의 개념을 더 널리 알렸다. 이 책의 주요 초점은 특히 핵무기 분야에서 자멸을 향한 인류의 움직임이다. B. F. 스키너의 행동주의론에 특히 비판적이다.
이 책의 중심 개념 중 하나는 인간의 두뇌가 성장함에 따라 이전의 더 원시적인 두뇌 구조를 기반으로 구축되었으며 이것이 "기계 속 유령"이라는 이름이다. 쾨슬러의 이론은 때때로 이러한 구조가 더 높은 논리 기능을 압도할 수 있으며 증오, 분노 및 기타 파괴적인 충동을 유발할 수 있다는 것이다.

## 대중 문화
- 아서 C. 클라크의 《2010: 스페이스 오디세이》 (1982)에는 컴퓨터 내부의 가상 의식을 언급하는 "기계 속 유령"이라는 장이 있다.
- 《트랜스포머》 (1986) 시즌 3에서 "기계 속 유령"이라는 제목의 에피소드는 유니크론이 자신의 몸을 재창조할 수 있도록 스컬지, 아스트로트레인 및 트립티콘을 소유한 스타스크림의 유령에 초점을 맞춘다. 이 경우 문자 그대로 기계 (로봇) 속 유령이다.
- 시로 마사무네가 만든 일본 만화 및 애니메이션인 《공각기동대》 (1989)는 컴퓨터 기술이 인간의 두뇌와 상호 작용할 수 있게 진화하여 인공 지능과 사이버 두뇌를 유기 두뇌와 구별할 수 없는 미래에서 진행된다. 주인공인 쿠사나기 모토코 소령은 완전히 사이버네틱한 몸을 가지고 있으며, 그녀의 뇌는 아직 인간인 유일한 부분이다. 시로는 아서 쾨슬러의 1967년 책 《기계 속 유령》의 제목을 각색했다.
- 《다크 타워 3: 황무지》 (1991)에서 작가 스티븐 킹은 등장 인물인 폭주 기관차 블레인을 언급하기 위해 기계 속의 유령 개념을 사용한다.
- 《코드명 J》 (1995)에서 중심 인물은 "기계 속 유령"이라는 표현을 사용하여 컴퓨터 내부에 여전히 존재하고 외부 세계와 상호 작용할 수 있는 죽은 사람의 가상 의식을 나타낸다.
- 《아이, 로봇》 (2004)에서 중심 인물인 앨프리드 래닝 박사는 인공 지능이 원래 의도한 목적을 넘어서 예기치 않게 진화하는 과정을 지칭하기 위해 "기계 속 유령"이라는 표현을 사용한다.

## 같이 보기
- 인지 혁명
- 심신 이원론

### 주요 자료
- 쾨슬러, 아서 (1990년 6월 5일) [1967]. 《기계 속 유령》 1990 재판. 펭귄 그룹. ISBN 0-14-019192-5.
- 라일, 길버트 (2000년 12월 15일) [1949]. 〈데카르트의 신화〉. 《마음의 개념》 New Univer판. 시카고 대학 출판부. ISBN 0-226-73296-7.